# Kutluğ Ataman

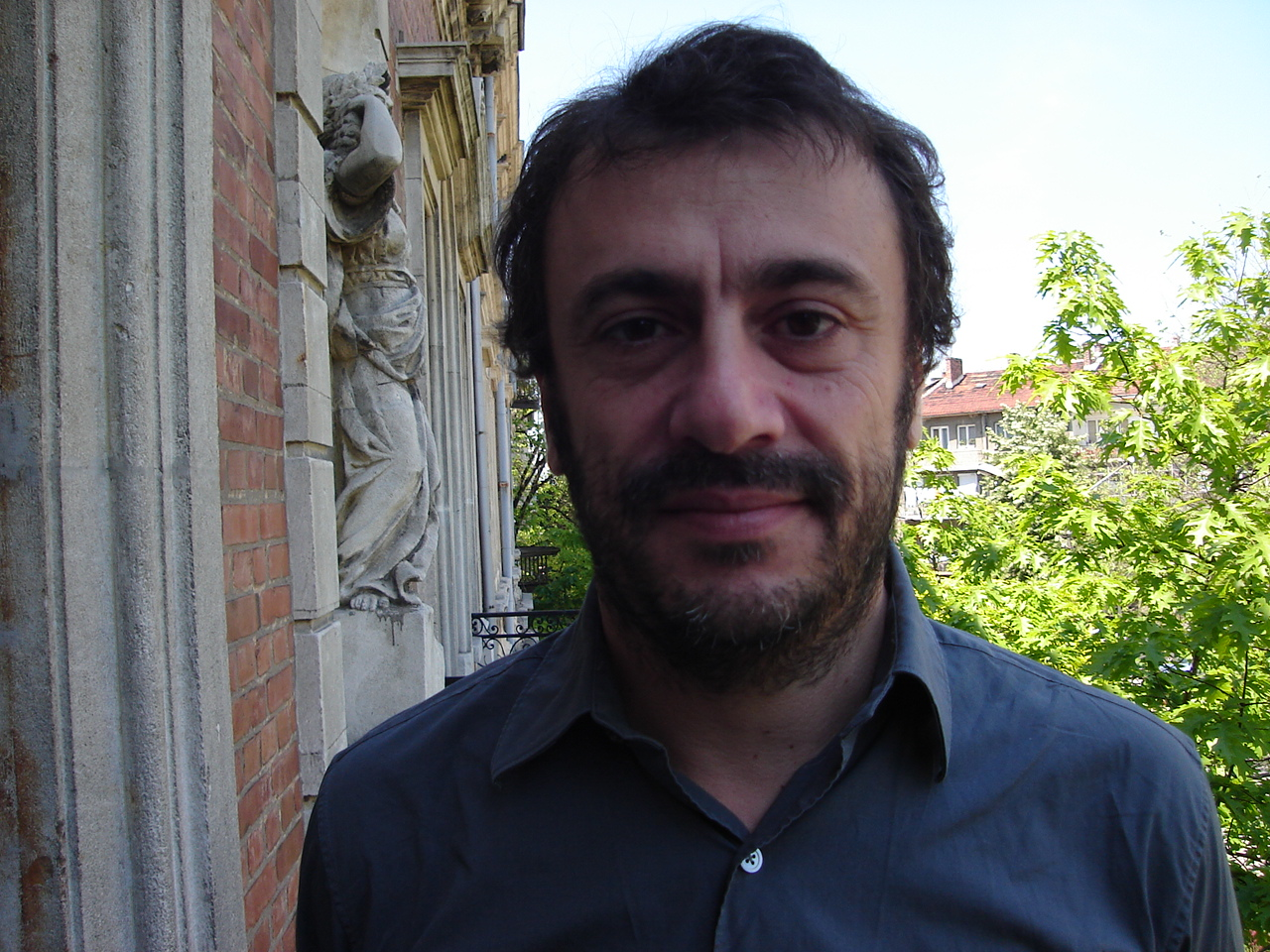
Kutluğ Ataman, 2006

Kutluğ Ataman, född 1961 i Istanbul, Turkiet, är filmare och konstnär. Han bor och arbetar i Istanbul och London.
Han studerade vid Universitet i Kalifornien, Los Angeles, USA, där han fick sin Master of Fine Arts (MFA) 1988.
Han arbetar främst med rörlig bild och hans arbeten handlar ofta om ovanliga livsöden och marginaliserade personer och deras identitetsskapande. Ofta blandar han fiktiva och dokumentära historier vilket skapar ett ifrågasättande av verklighetsbegreppet och möjlighetet till objektivitet.
Hans filmer och konstverk har visats på många platser runt om i världen. Hans första film var dramat Serpent’s Tale (Karanlık Sular) från 1994, som utspelade sig i ett nedgånget Istanbul. Filmen fick stor uppmärksamhet och den visades på en rad stora filmfestivaler runt om i världen och blev också prisad med en rad utmärkelser. Hans andra film Lola+Bilidikid från 1998 valdes till öppningsfilm för Panoramasektionen för den 49:e  Berlins filmfestival.
Som konstnär debuterade han på Istanbulbiennialen 1997 då han blev inbjuden och visade kutluğ ataman's semiha b. unplugged, som är en dokumentär om operadivan Semiha Berksoy. Efter detta blev han inbjuden till den 48:e upplagan av Venedigbiennalen där han visade verket Women Who Wear Wigs som handlar om fyra kvinnor som av olika orsak bär peruk. De fyra kvinnorna är; en revolutionär som genom filmen förblir anonym, den välkända journalisten Nevval Sevindi som överlevt cancer, en anonym from muslimsk student, och en transsexuell prostituerad aktivist. Ataman deltog även vid Documenta 11 i Kassel där han presenterade The 4 Seasons of Veronica Read som också ingick i Tates triennialutställningen Days Like These 2003, och han var en av de nominerade för Turnerpriset 2004 där han visade verket Twelve. Detta verk kommer också att visas vid Göteborgs Internationella Konstbiennal 2009.
Hans verk finns representerade vid exempelvis MoMA i New York,    Tate Modern och Moderna museet i Istanbul.